# Целіни-Шляхецькі
Целіни-Шляхецькі (пол. Celiny Szlacheckie) — село в Польщі, у гміні Станін Луківського повіту Люблінського воєводства.
Населення — 167 осіб (2011).
У 1975-1998 роках село належало до Седлецького воєводства.

## Демографія
Демографічна структура станом на 31 березня 2011 року:
|          | Загалом | Допрацездатний вік | Працездатний вік | Постпрацездатний вік |
| -------- | ------- | ------------------ | ---------------- | -------------------- |
| Чоловіки | 90      | 19                 | 55               | 16                   |
| Жінки    | 77      | 14                 | 37               | 26                   |
| Разом    | 167     | 33                 | 92               | 42                   |